# Tragocephala angolensis
Tragocephala angolensis là một loài bọ cánh cứng trong họ Cerambycidae.